# Catxolot gorjablanc
El catxolot gorjablanc (Pseudoseisura gutturalis) és una espècie d'ocell de la família dels furnàrids (Furnariidae) que habita zones pedregoses àrides i vegetació baixa de l'oest i centre de l'Argentina.